# هورا آمریکا
هورا آمریکا (به انگلیسی: America Hurrah) یک نمایش طنز آمریکایی از ژان کلود وان ایتالی است که به انتقاد از جنگ ویتنام و مصرف‌گرایی آمریکایی می‌پردازد. این نمایش اولین‌بار در ۷ دسامبر ۱۹۶۶ در تئاتر پاکت در نیویورک به روی صحنه رفت و تاکنون چندین بار بازآفرینی شده‌است. این نمایش سه بخش دارد: «مصاحبه»، «تلویزیون» و «متل».
هورا آمریکا برنده جایزه دراما دسک شد. این نمایش که بخشی از پادفرهنگ دهه ۱۹۶۰ است، به صورت مکتوب توسط کتاب‌های پنگوئن چاپ شد. 